# Díva (film, 2010)
A Díva (eredeti címe: Burlesque) 2010-ben bemutatott amerikai zenés film Cher és Christina Aguilera főszereplésével. Írója és rendezője Steve Antin.
Christina és Cher nemcsak színészként járult hozzá a filmhez, hanem a benne hallható dalok közül nyolcat Aguilera, kettőt pedig Cher jegyez. A You Haven't Seen The Last of Me című dal Cher előadásában elnyerte a legjobb eredeti dalnak járó Golden Globe-díjat.

## Cselekmény
|  | Alább a cselekmény részletei következnek! |

Tess szerepében Cher látható

Ali Rose (Christina Aguilera) egy Iowabeli kisvárosban él, ahol pincérnőként dolgozik. Miután főnöke nem akarja kifizetni a havi bérét, úgy dönt, elveszi a pénzt, ami neki jár és Los Angelesbe utazik, hogy valóra válthassa nagy álmát és énekesnő legyen. Egy hotelben száll meg. Megpróbál munkát találni. Egy este betér egy burlesque bárba. Lenyűgözi az ott látott előadás. A pultostól, Jacktől (Cam Gigandet) megkérdezi, ki a tulaj, majd egyből megkeresi a főnökasszonyt, Tesst (a filmben Cher) és munkát kér tőle, de a nő elküldi. Ali nagyon akarja a állást, ezért mikor látja, hogy a bárban ülő vendégeknek sokat kell várniuk az italukra, fogja magát és beáll pincérnőnek. Tess észreveszi a "magánakcióba kezdett" lányt, majd a lelkesedését látva felveszi pincérnőnek.
Ali minden este arról álmodik, hogy egyszer ő áll fenn a színpadon és énekel. Próbál tanácsokat adni Tess-nek, hogy mivel lehetne felfrissíteni a műsort, de ő nem hallgatja meg.
Egy este, mikor Ali visszatér a szállodai szobájába, azt feldúlva találja. A pénzét is elvitték. Elmegy az egyetlen ismerőse, a bármixer Jack lakásához és megkéri, hogy egy éjszakát nála maradhasson. A férfi felajánlja neki a kanapét.
Másnap reggel Ali reggelivel és kávéval várja Jacket, akiről azt hiszi, hogy homoszexuális. Miután megpillant egy képet a férfiról és annak menyasszonyáról, összeszedi a holmiját és elmegy, mert nem szeretne kellemetlenséget okozni a fiúnak. Jack azonban visszahozza őt, mert nem akarja, hogy az utcán ácsorogjon az esőben és felajánlja neki, hogy továbbra is maradjon nála.
A bárban Tess és Sean (Stanley Tucci) az új műsorra néz meg táncosokat, de egyiket sem találja megfelelőnek. Ali hirtelen megjelenik a színpadon és táncolni kezd, de Tess leállítja. A lány addig kérleli, míg bele nem megy, hogy megmutassa tánctudását. Az előadás Tesst és Seant is meggyőzi, így Ali bekerül a tánckarba.
Ali nagyon élvezi az új munkáját, de a társulat többi tagja nem fogadja be őt. A szórakozóhely sztárját Nikkit, Tess az egyik műsor előtt ittas állapotban találja, ezért nem engedi neki, hogy színpadra lépjen, így Ali-t állítja be a helyére. Nikki az előadás közben bosszúból lekapcsolja a play-backet, hogy lejárassa Ali-t. A lány azonban énekelni kezd és hangjával mindenkit levesz a lábáról. Annyira tetszik Tessnek, hogy kitalál egy teljesen új műsort, amiben már Ali lesz a főszereplő.
A lány előadásai nagyon nagy sikert aratnak. Egyre inkább terjed a bár jó híre. Ez Tessnek éppen kapóra jön, mert a hely a csőd szélén áll és már az eladáson gondolkodik. A megvételre egy törzsvendég, a gazdag ingatlan-fejlesztő Marcus tesz ajánlatot, aki Nikkivel találkozgat.
Marcus is felfigyel a csinos és tehetséges lányra és randevúra hívja. A lány először nem akarja elfogadni, mert Jack ébreszt benne érzelmeket. Mivel azonban a fiú úgy néz ki, kitart New Yorkban élő menyasszonya mellett, Ali igent mond Marcusnak a találkára. A férfi ajándékokkal halmozza el őt. Mikor Jack látja ezt, féltékeny lesz.
Ali sikerét látva Nikki kilép a társulatból.
Az egyik táncoslány esküvőjén Jack telefonon szakít barátnőjével, amiért az nem akarja otthagyni New Yorkot. Ali és a Jack, a közös lakásba visszatérve végre egymáséi lesznek.
Jack volt menyasszonya egy reggelen hazaér és meglepődve látja az ágyban fekvő párt. Kiderül, hogy a szakítást a két fél nem ugyanúgy értelmezte. Ali dühében elhagyja a lakást.
Marcus éppen ekkor hívja telefonon és meginvitálja a lakására. Ali el is megy hozzá. A férfi lakásán egy makettet pillant meg, ami a bár helyére tervezett hatalmas irodaházat ábrázolja. Ali ekkor rádöbben , hogy amennyiben a férfi megveszi a szórakozóhelyet, azt nem üzemelteti tovább, hanem építkezni kezd a helyére. Ali kérdőre vonja, hogy akkor mi lesz Tess-szel és a többiekkel, valamint vele. Marcus azt mondja Alinek, hogy sokkal jobb klubokba tudja őt elvinni, ahol sztár lehet. Ali azonban nem akar máshol dolgozni, a társulatot a családjának tekinti, így elmegy Tesshez és elmondja neki Marcus tervét.
A lány egy tervvel áll elő. Ő és Tess elmennek a bárral szemben lévő ház tulajdonosához, akit rábeszélnek, hogy vegye meg a bár feletti terület légjogát, így Marcus nem építtethet rá egy emeletnél magasabb épületet. Így Tess megtarthatja a klubot, az épület tulajdonosa pedig el tudja majd adni a csodás kilátással hirdetett lakásait, amiket ellenkező esetben senki sem venne meg, ha az irodaház felépül.
Tess megtarthatja a bárt. Ali és Jack kibékülnek és a lány a fiú által írt dallal lép fel legújabb műsorszámában.
|  | Itt a vége a cselekmény részletezésének! |

## Szereplők
| Szerep       | Színész            | Magyar hang     |
| ------------ | ------------------ | --------------- |
| Tess         | Cher               | Détár Enikő     |
| Ali          | Christina Aguilera | Peller Anna     |
| Marcus       | Eric Dane          | Dolmány Attila  |
| Jack         | Cam Gigandet       | Kovács Lehel    |
| Georgia      | Julianne Hough     |                 |
| Alexis       | Alan Cumming       | Rajkai Zoltán   |
| Vince        | Peter Gallagher    | Kőszegi Ákos    |
| Nikki        | Kristen Bell       | Sági Tímea      |
| Sean         | Stanley Tucci      | Csankó Zoltán   |
| Natalie      | Dianna Agron       |                 |
| Harold Saint | Glynn Turman       | Varga T. József |
| Mark         | David Walton       |                 |
| Dave         | Terrence Jenkins   |                 |
| Coco         | Chelsea Traille    |                 |
| Scarlett     | Tanee McCall       |                 |
| Jesse        | Tyne Stecklein     |                 |
| Anna         | Paula Van Oppen    |                 |
| Loretta      | Isabella Hofmann   |                 |
| Mr. Anderson | James Brolin       | Szokolay Ottó   |
| Dwight       | Stephen Lee        |                 |

## Gyártás
Christna főszereplőként történő filmes debütálására a filmben került sor. Burlesque started shooting on November 9, 2009 A forgatások 2009 novemberében kezdődtek meg és 2010 márciusában fejeződtek be. Ez volt Cher első musical szerepe is. A Díva – 55 millió dolláros költségvetéssel – a Screen Gams Studios legdrágább mozija , a Resident Evil filmek után.

### Reklám
A film előzetesét a Step Up 3D és a Könnyű nőcske című mozikkal egy időben vetítették. A televízióban először 2010 szeptemberében volt látható. Promóciós célokból a Something's Got a Hold On Me" és a "But I Am a Good Girl" című dalokat is kiadták 2010 novemberében.
Christina több televíziós show-ban lépett fel és adott interjút. Az Egyesült Államokban az X-Faktor hetedik szériájának döntőjében az "Express" című dallal lépett színpadra, de a negatív tartalom miatt rossz kritikákat kapott.
A film 2011 márciusától kapható DVD-n és Blu-ray-en az Egyesült Államokban.

## Bemutató
Az Egyesült Államokban és Kanadában 3037 moziban mutatták be filmet 2010. november 24-én, a Hálaadás ünnepének hetében. Ez volt a harmadik, az első nap során legnagyobb bevételt hozó film.

## Fogadtatás
A film a kritikusok részéről vegyes fogadtatásban részesült. Christina és Cher párosát azonban többen zseniálisnak tartották. A legnagyobb dicséretet Stanley Tucci teljesítménye kapta.

## A filmben elhangzó dalok listája
- "Something's Got a Hold on Me (Christina Aguilera)" – Ali
- "Welcome to Burlesque (instrumental)" – Burlesque Lounge Girls
- "Welcome to Burlesque (Cher)" – Tess és a Burlesque Lounge Girls
- "Diamonds Are a Girl's Best Friend (Marilyn Monroe & Jane Russel)" – Nikki, Georgia és a Burlesque Lounge Girls
- "Diamonds Are a Girl's Best Friend (outro by Christina Aguilera)" – Ali
- "Long John Blues (Megan Mullally)" – Nikki
- "Wagon Wheel Watusi (Elmer Bernstein)" – Ali
- "Ray of Light (Madonna)" – Ali és a Burlesque Lounge Girls
- "Tough Lover (Etta James)" – Ali és két Burlesque Lounge Girls
- "Tough Lover (Christina Aguilera)" – Ali és a Burlesque Lounge Girls
- "But I Am a Good Girl (Christina Aguilera)" – Ali
- "Guy What Takes His Time (Christina Aguilera)" – Ali
- "Express (Christina Aguilera)" – Ali és a Burlesque Lounge Girls
- "Jungle Berlin (instrumental)" – Alexis and the contorsionists
- "You Haven't Seen the Last of Me (Cher)" – Tess
- "Bound To You (Christina Aguilera)" – Ali
- "Show Me How You Burlesque (Christina Aguilera)" – Ali és a Burlesque Lounge táncosai
- "That's Life (Alan Cumming)" – Alexis (DVD BLu-Ray Special Feature* * )

## Díjak és jelölések
- Golden Globe-díj (2011)
  - díj: legjobb betétdal
  - jelölés: legjobb film – zenés film és vígjáték kategória

## Érdekességek
- Nikki szerepére Jessica Biel és Lindsay Lohan is szóba került
- A bármixer és Ali barátjának karakterére az Alkonyat filmekből ismert Robert Pattinson-t, Kellan Lutz-t és Taylor Lautner-t is számításba vették
- Marcus szerepére Patrick Dempsey, Sam Worthington, Casey Affleck és Jamie Foxx is szóba került
- Az Ali-t és édesanyját ábrázoló kép valódi, Christina és anyja, Shelly Kearns látható rajta
- A Díva Cam Gigandet első filmje, amiben pozitív karaktert alakít
- Christina mindenképpen Cher-t szerette volna Tess szerepére, amit ő csak hosszas győzködés után fogadott el[13]

## Bakik
- Ali ruhájának hátulja nem ugyanolyan, mikor hazatér az első Marcussal történt randevújáról.